# Everett Bradley
Everett Lewis Bradley (né le 19 mai 1897 à Cedar Rapids et décédé le 25 juillet 1969 à Wichita) est un athlète américain spécialiste des épreuves combinées. Affilié au Kansas Jayhawks, il mesurait 1,78 m pour 79 kg.

## Biographie

### Palmarès
| Date | Compétition           | Lieu   | Résultat | Performance |
| ---- | --------------------- | ------ | -------- | ----------- |
| 1920 | Jeux olympiques d'été | Anvers | 2e       | 24 pts      |

### Records
| Épreuve           | Performance | Lieu | Date |
| ----------------- | ----------- | ---- | ---- |
| Lancer de javelot | 47,42 m     |      | 1920 |
| Décathlon         | 6 138 pts   |      | 1920 |